# Grusza

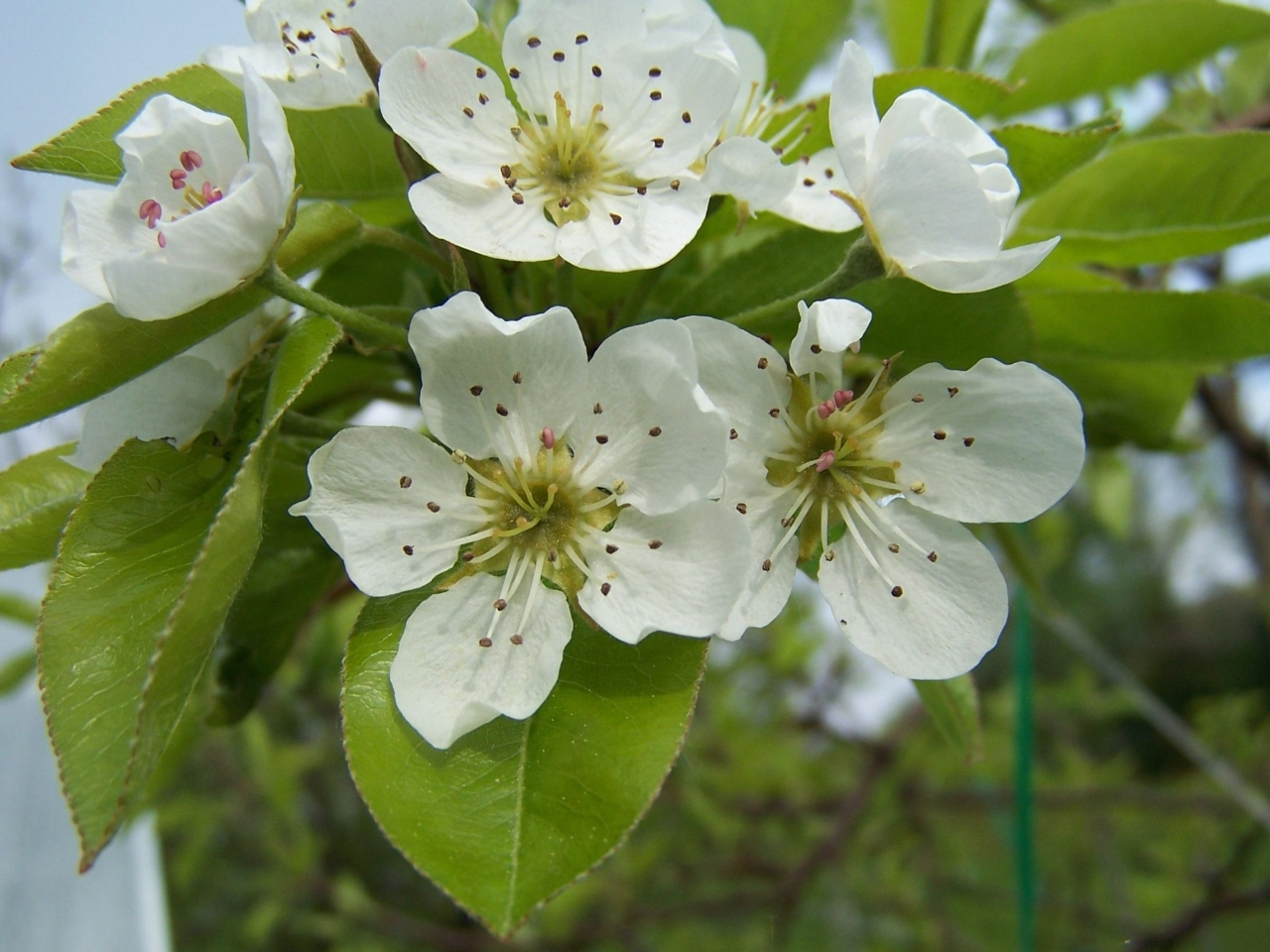
Kwiatostan gruszy pospolitej

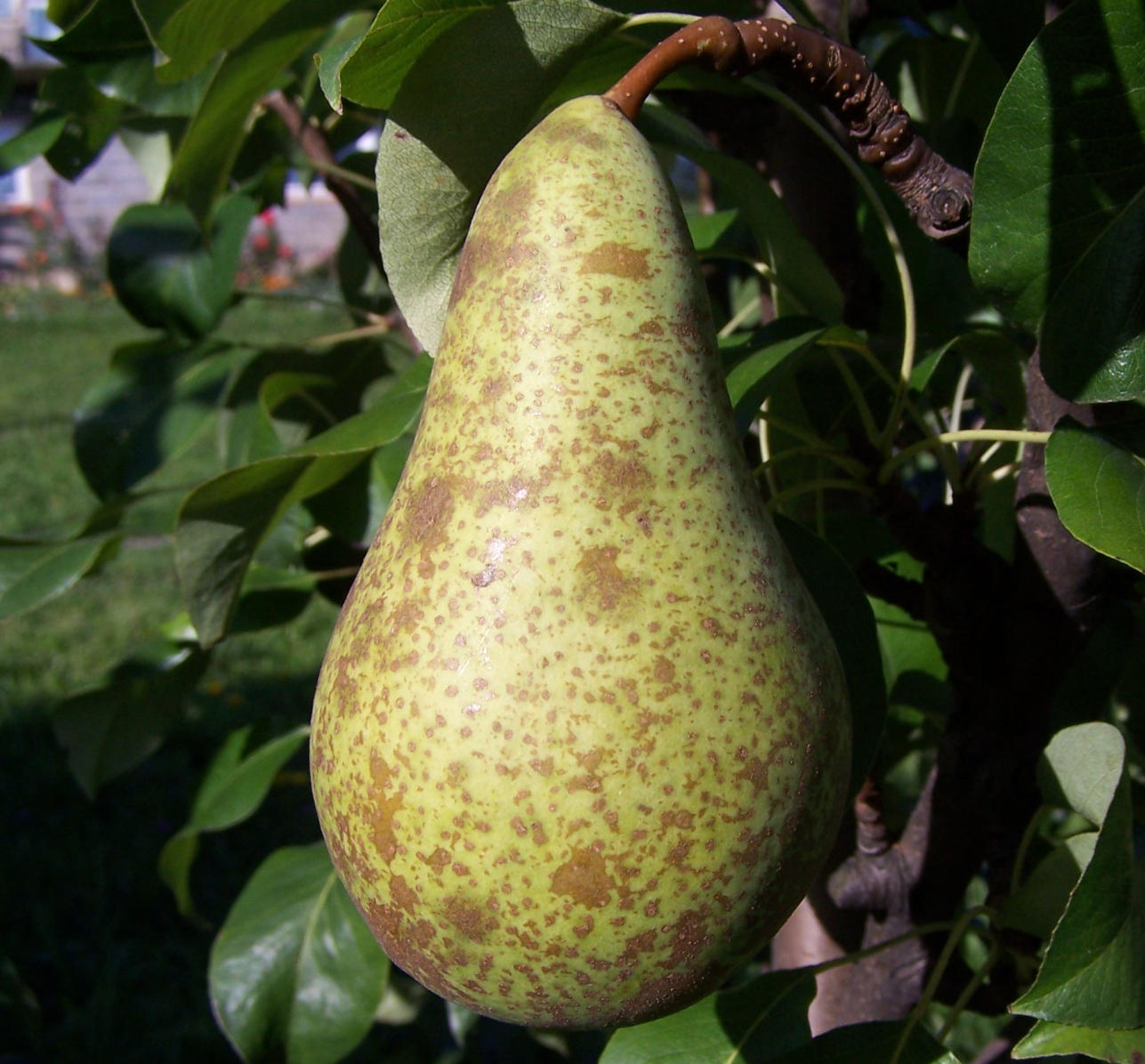
Owoc jednej z odmian uprawnych należący do grupy grusz europejskich

Grusza (Pyrus L.) – rodzaj w większości niewielkich drzew z rodziny różowatych (Rosaceae). Systematyka grusz jest bardzo zawiła. Gatunki łatwo się ze sobą krzyżują, tworząc liczne podgatunki i formy przejściowe. Dlatego wśród systematyków brak zgody co do podziału grusz, rozgraniczenia i liczby ich gatunków oraz odmian botanicznych. Obecnie szacuje się (w zależności od autora), że rodzaj Pyrus zawiera do 72 gatunków. Pierwotnie cały rodzaj występował w strefie umiarkowanej Eurazji nie sięgając jednak tak daleko na północ jak jabłoń, gdyż wymagania cieplne grusz są wyższe. W Polsce popularnie uprawiana i dziczejąca jest grusza pospolita P. communis. Podawana jako dziko występująca jest także grusza polna Pyrus pyraster, w innych ujęciach synonimizowana z gruszą pospolitą.
W ciągu liczącej co najmniej 30 wieków uprawy gruszy wyselekcjonowano kilka tysięcy odmian uprawnych, które dzieli się na dwie grupy w zależności od dominującego udziału genów z poszczególnych gatunków na grusze zachodnie (europejskie) i grusze wschodnie (azjatyckie). 

## Morfologia

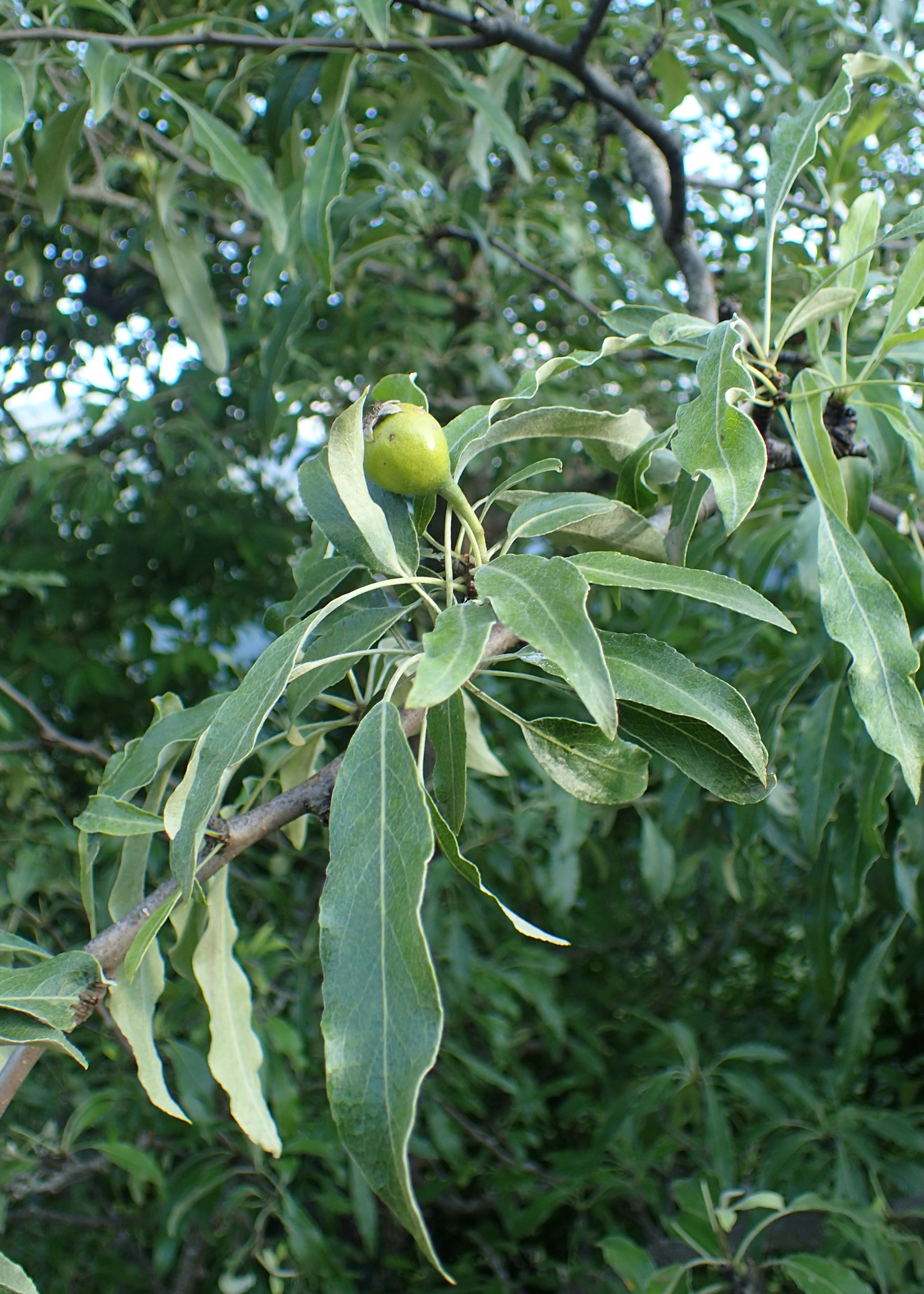
Grusza wierzbolistna

PokrójDrzewa lub rzadziej krzewy o wysmukłym kształcie. U gatunków drzewiastych na ogół jest dobrze wykształcony przewodnik. Grusze mają przeważnie palowy system korzeniowy. Pędy są zazwyczaj proste, sztywne, delikatnie zygzakowate lub łukowato wygięte i sporadycznie pokryte cierniami (np. Pyrus paschia). Barwa pędów jest bardzo zmienna, mogą być zielone, brązowe, żółtawe, ciemnoczerwone lub z odcieniem fioletowym.
LiścieKształt liścia może być eliptyczny, jajowaty lub wydłużony, lancetowaty. Brzeg blaszki liściowej może być nagi lub szczeciniasto zakończony, piłkowany, karbowany lub całobrzegi. Ze względu na duże zróżnicowanie cech morfologicznych liście są podstawowym kryterium do oznaczania gatunków a także podziału rodzaju na sekcje.
KwiatySą 5-krotne, obupłciowe, zebrane w baldachogrona. Płatki grusz są prawie zawsze białe. Szyjki słupków są wolne aż do dna kwiatowego. Pręciki grusz mają pylniki fioletowopurpurowe. Kwiaty są raczej bez zapachu, owadopylne.
OwoceSą często wydłużone, przy szypułce nieco stożkowate i rzadko przy niej zagłębione, przy kielichu zagłębienie jest częstsze choć także nie jest regułą. W miąższu grusz jest zawsze pewna liczba komórek kamiennych. Skórka jest gruba ziarnista, zielona, żółta lub brązowa, często ordzawiona. Oś owocu, na długim odcinku jest zmięśniała, często pełna (w przeciwieństwie do jabłoni), a komory nasienne zamknięte.

## Ekologia
Rosną zarówno na stanowiskach zacienionych jak i słonecznych, pojedynczo lub w grupach. W Kaukazie tworzą gęste zarośla i lasy. Zajmują bardzo różne siedliska, suche, świeże i wilgotne, większość gatunków preferuje siedliska żyzne i ciepłe. Grusze są w wysokim stopniu odporne na zapylenie i zawartość dwutlenku siarki w powietrzu.

## Systematyka

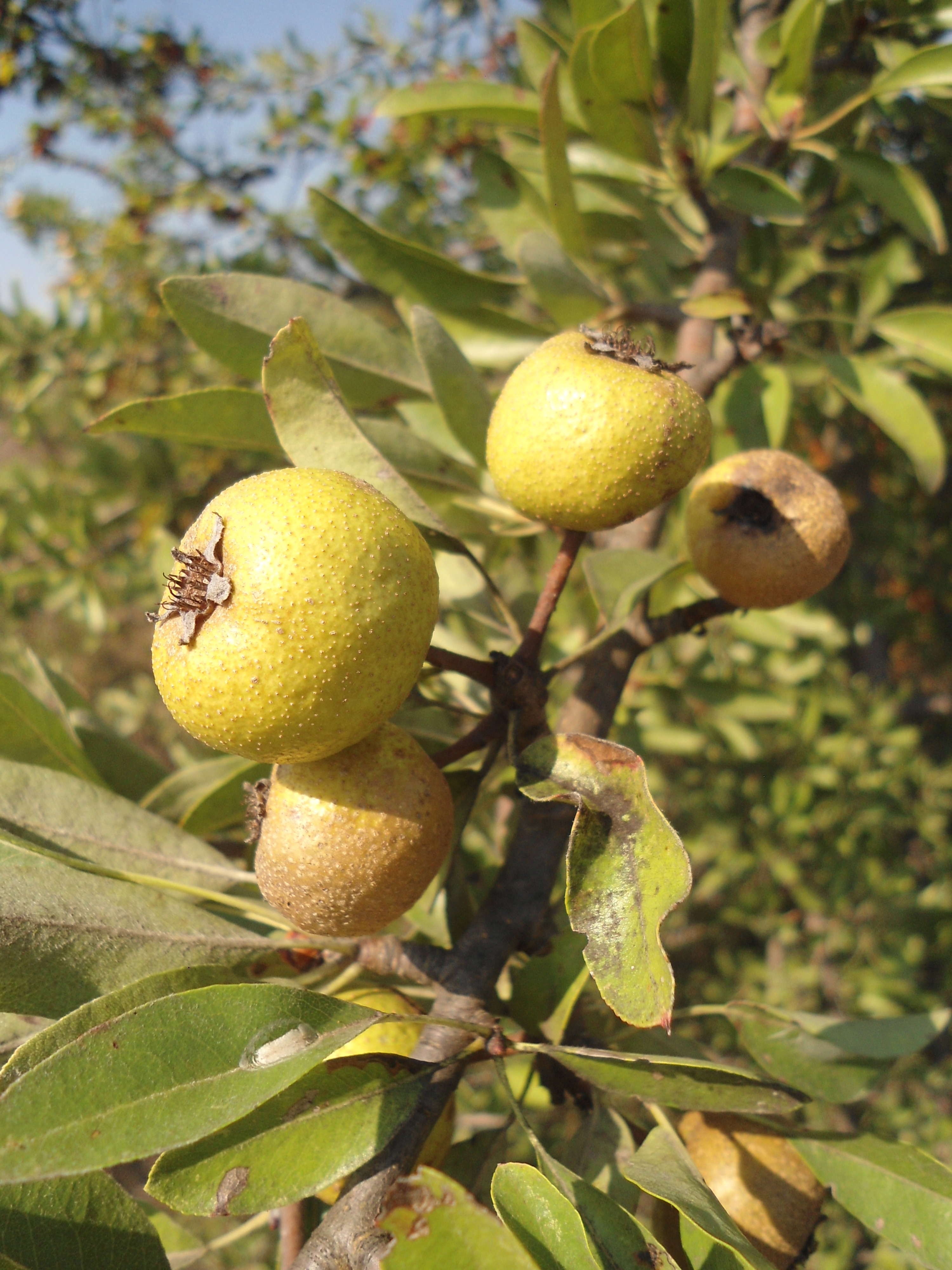
Grusza migdałowata

Pozycja systematyczna według Angiosperm Phylogeny Website (2001...)
Rodzaj z plemienia Pyreae, podrodziny Spiraeoideae (dawniej Pomoideae) z rodziny różowatych Rosaceae, rzędu różowców Rosales w obrębie kladu różowych obejmującego część roślin okrytonasiennych.
Pozycja rodzaju w systemie Reveala (1993–1999)
Gromada okrytonasienne (Magnoliophyta Cronquist), podgromada Magnoliophytina Frohne & U. Jensen ex Reveal, klasa Rosopsida Batsch, podklasa różowe (Rosidae Takht.), nadrząd Rosanae Takht., rząd różowce (Rosales Perleb), podrząd Rosineae Erchb., rodzina różowate (Rosaceae Juss.), podrodzina Pyroideae Burnett, plemię Pyreae Baill., podplemię Pyrinae Dumort., rodzaj grusza (Pyrus L.).
Wykaz gatunków
- Pyrus acutiserrata Gladkova
- Pyrus armeniacifolia T.T.Yu
- Pyrus asiae-mediae (Popov) Maleev
- Pyrus austriaca A.Kern.
- Pyrus × babadagensis Prodan
- Pyrus × bardoensis Dostálek
- Pyrus betulifolia Bunge – grusza brzozolistna
- Pyrus boissieriana Buhse
- Pyrus bourgaeana Decne.
- Pyrus bretschneideri Rehder
- Pyrus browiczii Mulk.
- Pyrus cajon Zaprjagaeva
- Pyrus calleryana Decne. – grusza drobnoowocowa
- Pyrus castribonensis Raimondo, Schicchi & Mazzola
- Pyrus chosrovica Gladkova
- Pyrus ciancioi P.Marino, G.Castellano, Raimondo & Spadaro
- Pyrus communis L. – grusza pospolita
- Pyrus complexa Rubtzov
- Pyrus cordata Desv.
- Pyrus cordifolia Zamani & Attar
- Pyrus costata Sumnev.
- Pyrus daralagezi Mulk.
- Pyrus demetrii Kuth.
- Pyrus elaeagrifolia Pall. – grusza oliwnikowa
- Pyrus elata Rubtzov
- Pyrus eldarica Grossh.
- Pyrus fedorovii Kuth.
- Pyrus ferganensis Vassilcz.
- Pyrus georgica Kuth.
- Pyrus gergeriana Gladkova
- Pyrus glabra Boiss.
- Pyrus grossheimii Fed.
- Pyrus hajastana Mulk.
- Pyrus hakkiarica Browicz
- Pyrus hopeiensis T.T.Yu
- Pyrus hyrcana Fed.
- Pyrus jacquemontiana Decne.
- Pyrus × jordanovii Dostálek
- Pyrus ketzkhovelii Kuth.
- Pyrus korshinskyi Litv.
- Pyrus mazanderanica Schönb.-Tem.
- Pyrus medvedevii Rubtzov
- Pyrus megrica Gladkova
- Pyrus × michauxii Bosc ex Poir.
- Pyrus neoserrulata I.M.Turner
- Pyrus nivalis Jacq. – grusza śnieżna
- Pyrus nutans Rubtzov
- Pyrus oxyprion Woronow
- Pyrus pashia Buch.-Ham. ex D.Don – grusza himalajska
- Pyrus phaeocarpa Rehder
- Pyrus pseudopashia T.T.Yu
- Pyrus pyrifolia (Burm.f.) Nakai – grusza chińska
- Pyrus raddeana Woronow
- Pyrus regelii Rehder – grusza Regela
- Pyrus sachokiana Kuth.
- Pyrus salicifolia Pall. – grusza wierzbolistna
- Pyrus sicanorum Raimondo, Schicchi & P.Marino
- Pyrus × sinkiangensis T.T.Yu
- Pyrus sogdiana Kudr.
- Pyrus sosnovskyi Fed.
- Pyrus spinosa Forssk. – grusza migdałowata
- Pyrus syriaca Boiss. – grusza syryjska
- Pyrus tadshikistanica Zaprjagaeva
- Pyrus taiwanensis Iketani & H.Ohashi – grusza tajwańska
- Pyrus takhtadzhianii Fed.
- Pyrus tamamschiannae Fed.
- Pyrus terpoi Arrigoni
- Pyrus theodorovii Mulk.
- Pyrus trilocularis D.K.Zang & P.C.Huang
- Pyrus turcomanica Maleev
- Pyrus tuskaulensis Vassilcz.
- Pyrus ussuriensis Maxim. – grusza ussuryjska
- Pyrus vallis-demonis Raimondo & Schicchi
- Pyrus × vavilovii Popov
- Pyrus voronovii Rubtzov
- Pyrus vsevolodovii T.S.Heideman
- Pyrus xerophila T.T.Yu
- Pyrus yaltirikii Browicz
- Pyrus zangezura Maleev